# Kanton Hénin-Beaumont-1
Kanton Hénin-Beaumont-1 (francouzsky Canton d'Hénin-Beaumont-1) je francouzský kanton v departementu Pas-de-Calais v regionu Hauts-de-France. Tvoří ho tři obce a část města Hénin-Beaumont. Zřízen byl v roce 2015.

## Obce kantonu
- Dourges
- Hénin-Beaumont (část)
- Montigny-en-Gohelle
- Oignies